# Creative Paradise

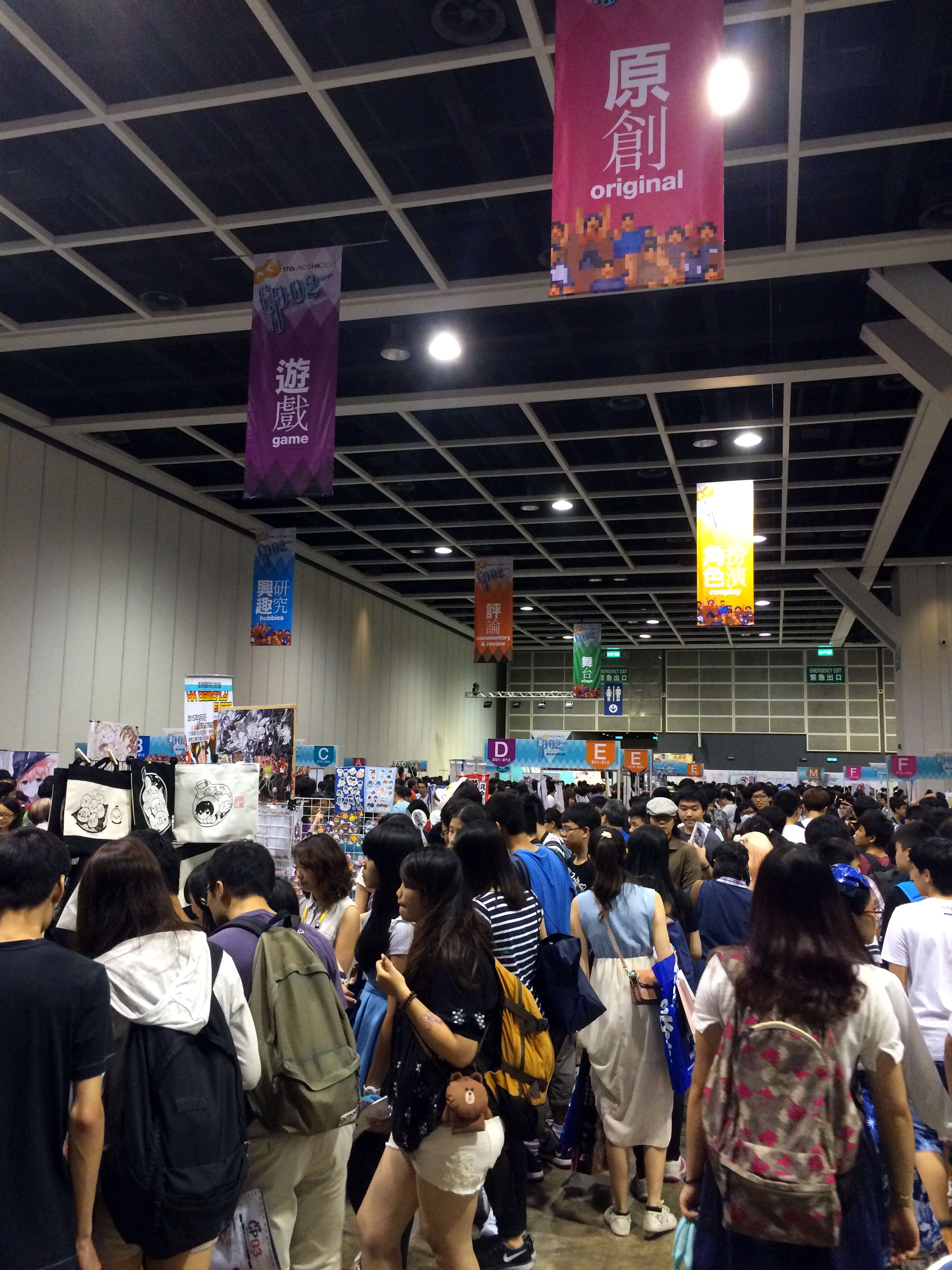
2015年舉行的第二屆Creative Paradise。

Creative Paradise創天綜合同人祭，簡稱CP，是由香港動漫電玩節主辦，於2014年7月26至27日在香港會議展覽中心首度舉行的同人誌即賣會。

## 概要
第一屆Creative Paradise於2014年7月26日至27日舉行。由於以往設於動漫節的「創意地攤」被人詬病不少攤位由中國內地甚至淘寶網入貨販賣，部分貨品更侵犯出版社版權，與設立地攤原意大相徑庭，故動漫節主辦決定將資源改為支持香港的同人創意發展，由動漫及同人活動策劃組織Midgard Development Limited擔任活動顧問；並在參考日本及香港本地同人文化後，獨立設立同人活動，並代付按金及調整租金，減輕參展同人組織初期成本。
Creative Paradise與其他同人活動不同的地方，包括其與全球最大同人誌即賣會Comic Market的理念交換，以及與Comic Market相同的頒佈物檢查制度及作品分類制度。在其海報上亦印有已獲得授權的Comic Market商標，及其官方網站上載有由Comic Market共同代表撰寫的賀辭。Creative Paradise亦是首個在香港會議展覽中心舉行的同人誌即賣會。

## 主辦單位
- 主辦：香港動漫電玩節
- 顧問：Midgard Development Limited（页面存档备份，存于）

## 場地歷史
- Creative Paradise 01（2014年7月26至27日）於香港會議展覽中心舉行。

入場人數：90000人
邀請嘉賓：聲優水瀨祈、Little Glee Monster
邀請日本組織：うつらうららか、いちごさいず、RRR、座敷楼
- Creative Paradise 02（2015年7月25至26日）於香港會議展覽中心舉行。

邀請嘉賓：聲優增田俊樹、松岡博治、白羽奈尾、Reina、折戶伸治
邀請日本組織：いちごさいず、SnowRing、緋い笑擊、Will Be Here、さちぶどう、少女フラクタル、東京アクティブneets
- Creative Paradise 03（2016年7月29至31日）於香港會議展覽中心舉行。

邀請嘉賓：聲優相坂優歌、虎之穴會長 吉田博高、星海社副社長 太田克史、美樹本睛彥、樋上至
邀請日本組織：いちごさいず、うつらうららか、福猫モフモフ、いもむら本舗、ETERNAL LAND、麗華、竜神鷲
- Creative Paradise 04（2017年7月28至30日）於香港會議展覽中心舉行。

邀請嘉賓：聲優阿部敦、聲優鈴木惠子、宇野常寬、鄭立、張彧暋、駒都英二、Larval Stage Planning、高瀨一矢、中沢伴行
邀請日本組織：HEART-WORK、vita

## 外部連結
- Creative Paradise創天綜合同人祭官方網站（页面存档备份，存于）
- 香港動漫電玩節官方網站